# Бошко Симоновић
Бошко Симоновић (Шид, 12. фебруар 1898 — Београд, 5. август 1965) био је југословенски фудбалер, фудбалски тренер, функционер, фудбалски судија и новинар.

## Биографија
По занимању је био архитекта али се никада није бавио тим послом већ је свој читав живот посветио фудбалу. Био је голман, и чувао је мрежу Српског мача а касније и БСК-а. Током играчке каријере постао је и фудбалски судија. Постао је први српски судија који је водио једну међународну утакмицу. Било је то 1923. године када је у Букурешту судио утакмицу између Букурешта и БСК-а. Престао је да суди због прелома ноге који је доживео на санкању.
У БСК-у је био на разним функцијама од 1919, а потом је 21. марта 1930. на првој седници новоизабраног управног одбора Југословенског ногометног савеза изабран за савезног капитена.  Изабрао је тим који је учествовао на Светском првенству 1930. у Монтевидеу и стигао до полуфинала. Први пут је репрезентацију предводио са клупе 13. априла 1930. у утакмици Балканског купа против Бугарске (6-1) у Београду. Последњи пут је седео на клупи репрезентације 3. јула 1932. такође у утакмици Балканског купа против Румуније (3-1) у Београду. Укупно је био селектор репрезентације на 30 утакмица. У пет наврата је био селектор Југославије, а поред игара на Светском првенству 1930. године, остала је запамћена утакмица у којој је Југославија под његовим вођством нанела Бразилу један од најтежих пораза у историји и победила са 8:4, тако да је Бошко Симоновић као селектор Југославије остварио, досад, две јединствене победе над репрезентацијом Бразила у историји домаћег фудбала.
Бавио се и новинарством, радио је као уредник листа „Спортист“, а био је и оснивач „Спортског дневника“, првог дневног спортског листа у Југославији.

## Занимљивости
Мало је познато да се Бошко заправо презивао Симуновић, а не Симоновић. Уписан је у протокол крштених као Симуновић, међутим остало му је презиме Симоновић.